# Mercuri International Group
Die Mercuri International Group AB ist ein international tätiges Unternehmen im Bereich der Vertriebsberatung sowie des Vertriebstrainings und -coachings. Das Unternehmen beschäftigt in über 40 Ländern mehr als 300 Mitarbeiter an 50 Standorten.

## Unternehmensgeschichte
Das Unternehmen wurde 1960 in Schweden durch den Kommunikations- und Verkaufsexperten Heinz Goldmann und den Unternehmer Curt Abrahamsson gegründet. Goldmann hatte bereits 1952 das Standardwerk „Wie man Kunden gewinnt“ veröffentlicht, das in 20 Sprachen und insgesamt 3 Millionen verkauften Exemplaren erschien. 1997 wurde Mercuri International von der schwedischen Investmentgruppe Bure Equity AB übernommen. Anfang 2011 wurde das Malmöer Beratungsunternehmen Celemi, das Business Simulationen zur Steigerung der Lerneffizienz anbietet, in die Gruppe integriert. Es bestehen keinerlei Verflechtungen zu Mercuri Urval.

## Arbeitsschwerpunkte
Der Tätigkeitsschwerpunkt von Mercuri International ist die Effizienzsteigerung der Verkaufsarbeit. Das Leistungsspektrum reicht von der Entwicklung von Vertriebsstrategien über maßgeschneiderte Trainings (Blended Learning) bis zur nachhaltigen Umsetzungsbegleitung mit KPI-Analysen und Coaching. Mercuri International führt jährlich weltweit ca. 18.000 Projekte für ca. 15.000 Kunden aus Wirtschaft und Verwaltung mit mehr als 330.000 Teilnehmern durch. Im Gegensatz zu anderen Trainingsanbietern setzt Mercuri International primär auf fest angestellte Mitarbeiter. Viele dieser Mitarbeiter sind durch ihre Fachartikel und Fachbücher (in Verbindung etwa mit Christian Belz, Dieter Ahlert und Dirk Zupancic) zu Vertriebsthemen bekannt, in Deutschland gilt dies insbesondere für Wolfgang F. Bußmann, Holger Dannenberg und Matthias Huckemann.

## Kooperationen
Aktuell bestehen Kooperationen mit Performance Methods, Inc. und Market Partner in den USA, mit EFKAM (European Foundation for Key Account Management e.V.) in Starnberg, mit der GMP (Gesellschaft für Management und Personalentwicklung mbH) in Emsdetten und der Universität St. Gallen in der Schweiz.
Bei der Analyse der vorhandenen Kompetenzen innerhalb des Vertriebes bedient sich Mercuri International unter anderem der DNLA-Potenzialanalyse (Discovery of Natural Latent Abilities), welche von SMP (Software für Management und Personalentwicklung mbH) in Zusammenarbeit mit dem Münchner Max-Planck-Institut entwickelt wurde, sowie des von John G. Geier entwickelten Tests zum Erstellen eines Verhaltensprofils (DISG).

## Mercuri International in Deutschland
Seit 1974 bzw. 1978 ist Mercuri International mit zwei Gesellschaften in Deutschland vertreten. Diese fusionierten 2006 zur Mercuri International Deutschland GmbH, Meerbusch. Insgesamt werden hier ca. 30 Mitarbeiter beschäftigt und mehr als 100 Kunden aus verschiedenen Branchen betreut. Rund 40 Prozent des Umsatzes werden mit internationalen Projekten erwirtschaftet.